# 民主進步黨歷任直轄市議長列表
本列表關於台灣民主進步黨歷任直轄市議長列表。